# Cydia
Cydia est une application non officielle et Open Source conçu pour iOS et créée par Jay Ryan Freeman (ou sous son pseudonyme Saurik). Cette application permet d'avoir accès à des applications non certifiées par Apple. Ce programme est obtenu grâce au jailbreak de l'appareil (méthode qui consiste à débrider les protections de l'appareil). Cydia domine le marché des installateurs pour iPhone débridé.
Cydia fournit une interface graphique plus conviviale pour le système de gestion de paquets APT, et plus spécifiquement dpkg, issus de Debian. Il est possible d'ajouter des dépôts de paquets personnalisés pour accéder à des applications spécifiques (le nom de source est préféré dans les faits à celui de dépôt).
Cydia propose également le Cydia Store, qui sert à distribuer les applications payantes. Cette boutique a réalisé en 2009 un chiffre d'affaires de 250 000 $ et recensé 50 000 téléchargements en quatre mois.
En septembre 2010, la société de Jay Ryan Freeman, Saurik IT, LLC, a annoncé avoir acquis Rock Your Phone, Inc. (développeurs de Rock.app), ce qui fait de Cydia le plus grand magasin d'applications tierces pour iOS. En décembre 2010, Freeman annonce aussi la sortie de Cydia sur Mac OS X, comme alternative au Mac App Store d'Apple, mais celui-ci n'a toujours pas vu le jour en raison de difficultés à porter MobileSubstrate. Saurik a aujourd'hui abandonné l'idée.
Le nom Cydia fait référence au carpocapse ('Cydia' pomonella), insecte dont la larve se développe à l'intérieur des pommes (pomme se dit Apple en anglais).
L'application est gérée par la société californienne Saurikit.

## Versions
- La première, estampillée 1.1.3, date de décembre 2011 et est pré-installée avec redsn0w 0.9.10b3 sur les appareils antérieurs à l'iPhone 4S.
- La seconde, version 1.1.4, est préinstallée avec Absinthe qui jailbreakait uniquement les iPhone 4S et iPad 2.
- La version 1.1.6 du 31 mars 2012, fonctionne (avec Absinthe 2.0 Jailbreak 5.1.1 UnTethered) sur iPhone 4S, 4, 3GS – iPad 3, 2, 1 et iPod Touch.

En 2013, Cydia fonctionne avec les iOS 6.0 à 6.1.2 sur iPhone 3GS, 4, 4S, 5, iPod Touch 4 et 5 et iPad 2, 3, 4 et Mini avec l'outil evasi0n et Redsn0w et fonctionne aussi avec iOS 6.1.3 avec l'iPhone 3GS, l'iPhone 4S et l'iPod Touch 4G avec l'outil Redsn0w.
À partir du 22 décembre 2013, l'outil evasi0n permet de faire fonctionner Cydia sur toutes les versions d'iOS 7, jusqu'à la beta d'iOS 7.1
Juste après la disponibilité de l'outil evasi0n permettent de jailbreaker iDevices sous iOS 7, l'outil P0sixspwn est mis à jour et permet de faire fonctionner cydia sous iOS 6.1.3, 6.1.4 et 6.1.5.
Le jailbreak sous iOS 9.3.3 peut être fait directement depuis l'iDevice grâce à l'outil Pangu, mais n'est disponible que pour les appareils 64bits (l'outil pour l'architecture 32bits n'étant pas encore développé)

## Légalité
Cydia est une application légale, aucune loi n'empêche le jailbreak et donc l'installation de Cydia. Cependant, en jailbreakant son iDevice, l'utilisateur perd la garantie d'Apple (sauf s'il restaure son appareil pour perdre le jailbreak), et la firme fait tout son possible pour boucher les failles utilisées par le jailbreak au fur et à mesure des nouvelles versions d'iOS, rendant donc l'installation de Cydia encore plus difficile.
Cydia permet toutefois aussi d'installer des applications piratées, au moyen de votre ordinateur et d'iTunes mais aussi grâce à des App Store alternatifs du type AppAddict ou AppCake. Installer Cydia est donc légal, mais l'installation d'applications piratées (et donc non payées) est illégale et peut être punie en vertu des lois pénales en vigueur.